# Communauté de communes Chavanon Combrailles et Volcans
La communauté de communes Chavanon Combrailles et Volcans est une communauté de communes française, située dans le département du Puy-de-Dôme en région Auvergne-Rhône-Alpes.

## Historique
Le schéma départemental de coopération intercommunale (SDCI) du Puy-de-Dôme, dévoilé en octobre 2015, proposait la fusion des communautés de communes de Haute Combraille, Pontgibaud Sioule et Volcans et Sioulet-Chavanon. Il est confirmé en mars 2016.
La fusion de ces trois communautés de communes est prononcée par l'arrêté préfectoral no 16-02927 du 13 décembre 2016. La structure intercommunale prend le nom de « Chavanon Combrailles et Volcans ».

## Territoire communautaire

### Géographie
La communauté de communes Chavanon Combrailles et Volcans est située à l'ouest du département du Puy-de-Dôme.

### Composition
La communauté de communes est composée des 36 communes suivantes :

| Nom                        | Code Insee | Gentilé           | Superficie (km2) | Population (dernière pop. légale) | Densité (hab./km2) |
| -------------------------- | ---------- | ----------------- | ---------------- | --------------------------------- | ------------------ |
| Pontaumur (siège)          | 63283      | Pontaumurois      | 13,81            | 659 (2022)                        | 48                 |
| Bourg-Lastic               | 63048      | Bourcagnauds      | 40,46            | 873 (2022)                        | 22                 |
| Briffons                   | 63053      |                   | 40,32            | 265 (2022)                        | 6,6                |
| Bromont-Lamothe            | 63055      | Bromontois        | 38,07            | 1 016 (2022)                      | 27                 |
| La Celle                   | 63064      |                   | 15,85            | 80 (2022)                         | 5                  |
| Chapdes-Beaufort           | 63085      | Chapdères         | 31,79            | 1 139 (2022)                      | 36                 |
| Cisternes-la-Forêt         | 63110      | Cisternois        | 33,58            | 450 (2022)                        | 13                 |
| Combrailles                | 63115      | Combraillés       | 20,61            | 213 (2022)                        | 10                 |
| Condat-en-Combraille       | 63118      |                   | 45,74            | 412 (2022)                        | 9                  |
| Fernoël                    | 63159      | Fernöelois        | 14,43            | 136 (2022)                        | 9,4                |
| Giat                       | 63165      | Giatois           | 47,95            | 791 (2022)                        | 16                 |
| La Goutelle                | 63170      | Goutellois        | 24,25            | 615 (2022)                        | 25                 |
| Herment                    | 63175      | Hermentois        | 9,57             | 264 (2022)                        | 28                 |
| Landogne                   | 63186      | Landogniens       | 17,37            | 223 (2022)                        | 13                 |
| Lastic                     | 63191      |                   | 17,31            | 99 (2022)                         | 5,7                |
| Messeix                    | 63225      | Messeiroux        | 39,32            | 1 006 (2022)                      | 26                 |
| Miremont                   | 63228      |                   | 36,79            | 295 (2022)                        | 8                  |
| Montel-de-Gelat            | 63237      | Montelois         | 25,02            | 417 (2022)                        | 17                 |
| Montfermy                  | 63238      | Fourminères       | 14,25            | 226 (2022)                        | 16                 |
| Pontgibaud                 | 63285      | Gibaldipontins    | 4,59             | 715 (2022)                        | 156                |
| Prondines                  | 63289      | Prondinois        | 30,91            | 273 (2022)                        | 8,8                |
| Puy-Saint-Gulmier          | 63292      |                   | 20,19            | 138 (2022)                        | 6,8                |
| Saint-Avit                 | 63320      |                   | 19,47            | 205 (2022)                        | 11                 |
| Saint-Étienne-des-Champs   | 63339      |                   | 23,74            | 126 (2022)                        | 5,3                |
| Saint-Germain-près-Herment | 63351      | Saint-Germinois   | 16,82            | 62 (2022)                         | 3,7                |
| Saint-Hilaire-les-Monges   | 63359      |                   | 10,7             | 84 (2022)                         | 7,9                |
| Saint-Jacques-d'Ambur      | 63363      | Saint-Jacquaires  | 20,4             | 291 (2022)                        | 14                 |
| Saint-Pierre-le-Chastel    | 63385      | Castelpétrussiens | 17,45            | 453 (2022)                        | 26                 |
| Saint-Sulpice              | 63399      |                   | 18,22            | 85 (2022)                         | 4,7                |
| Sauvagnat                  | 63410      | Sauvagnatois      | 24,13            | 145 (2022)                        | 6                  |
| Savennes                   | 63416      |                   | 16,81            | 96 (2022)                         | 5,7                |
| Tortebesse                 | 63433      | Sampauds          | 11,64            | 79 (2022)                         | 6,8                |
| Tralaigues                 | 63436      | Tralaiguois       | 5,11             | 77 (2022)                         | 15                 |
| Verneugheol                | 63450      | Verneugheolois    | 34,14            | 227 (2022)                        | 6,6                |
| Villossanges               | 63460      | Villossangeois    | 32,8             | 365 (2022)                        | 11                 |
| Voingt                     | 63467      |                   | 6,48             | 57 (2022)                         | 8,8                |

### Démographie
| 1968   | 1975   | 1982   | 1990   | 1999   | 2010   | 2015   | 2021   |
| ------ | ------ | ------ | ------ | ------ | ------ | ------ | ------ |
| 19 672 | 17 535 | 16 180 | 14 715 | 13 514 | 13 184 | 12 826 | 12 642 |

## Administration

### Siège
Le siège de la communauté de communes est situé à Pontaumur.

### Les élus
La communauté de communes est gérée par un conseil communautaire composé de 52 conseillers représentant chacune des communes membres.
Leur répartition a été fixée à la suite de l'arrêté préfectoral no 19-01834 du 9 octobre 2019 :
| Nombre de conseillers | Communes                                        |
| --------------------- | ----------------------------------------------- |
| 4                     | Chapdes-Beaufort, Messeix                       |
| 3                     | Bourg-Lastic, Bromont-Lamothe, Giat, Pontgibaud |
| 2                     | La Goutelle, Pontaumur                          |
| 1 (+ 1 suppléant)     | les 28 autres communes                          |

### Présidence
| Période      | Période                       | Identité        | Étiquette | Qualité                                  |
| ------------ | ----------------------------- | --------------- | --------- | ---------------------------------------- |
| janvier 2017 | En cours (au 12 juillet 2020) | Cédric Rougheol | LR        | Maire de Puy-Saint-Gulmier (depuis 2008) |

La communauté de communes comprend huit vice-présidents, :
- Boris Souchal, maire d'Herment ;
- Anthony Leroy, 1er adjoint au maire de Bromont-Lamothe ;
- Didier Senegas-Rouviere, maire de Giat ;
- Jean-Pierre Turek, maire de Messeix ;
- Jeanette Giraud-Vialette, maire de Saint-Pierre-le-Chastel ;
- Pascal Gaulon, maire de Fernoël ;
- Jean-François Bizet, maire de Bourg-Lastic :
- Frédéric Saby, maire de La Goutelle.

### Compétences
L'intercommunalité exerce des compétences qui lui sont déléguées par les communes membres.
À sa création, quatre compétences étaient obligatoires, cinq optionnelles et huit facultatives.
Compétences obligatoires
- Actions de développement économique
- Aménagement de l'espace pour la conduite d'actions d'intérêt communautaire
- Aménagement, entretien et gestion des aires d'accueil des gens du voyage
- Collecte et traitement des déchets ménagers et assimilés
- Gestion des milieux aquatiques et prévention des inondations (depuis 2018)

Compétences optionnelles
- Protection et mise en valeur de l'environnement
- Politique du logement et du cadre de vie
- Construction, entretien et fonctionnement d'équipements culturels et sportifs d'intérêt communautaire et d'équipements de l'enseignement pré-élémentaire et élémentaire d'intérêt communautaire
- Action sociale d'intérêt communautaire
- Création, aménagement et entretien de la voirie

Compétences facultatives
- Transports
- Assainissement non collectif
- GEMAPI (en 2017)
- Actions en faveur de la population
- Actions touristiques
- Mise en œuvre de la politique de Pays
- Aménagement et entretien de la gendarmerie
- Santé

### Régime fiscal et budget
Le régime fiscal de la communauté d'agglomération est la fiscalité professionnelle unique (FPU).